# Kastanienbrauner Scheinrüssler
Der Kastanienbraune Scheinrüssler (Sphaeriestes castaneus, Syn.: Salpingus castaneus) ist ein Käfer aus der Familie der Scheinrüssler (Salpingidae).

## Merkmale
Die Käfer werden 3,0 bis 3,3 Millimeter lang. Ihr Körper ist langgestreckt und abgeplattet und hat eine braune oder rotbraune Färbung. Mehrere basale Fühlerglieder, die Schienen (Tibien) und Tarsen sind heller. Der abgeplattete Kopf ist leicht gestreckt und grob punktförmig strukturiert. Die letzten fünf Fühlerglieder sind größer als die übrigen. Der Halsschild trägt grobe, längliche Punkte. Die Deckflügel (Elytren) sind vorne unregelmäßig und hinten in den angedeuteten Reihen punktförmig strukturiert. Epipleuren sind bis an die Enden der Deckflügel ausgebildet.

## Vorkommen und Lebensweise
Die Art ist in Europa verbreitet und tritt im Norden bis in den Süden Finnlands, Zentralnorwegen und -schweden auf. Auf den Britischen Inseln kommt die Art lokal vor. Die Imagines treten von April bis Mai auf und leben unter Rinde in Nadelwäldern. Die Art ist überall ziemlich häufig. Sowohl die Imagines als auch die Larven ernähren sich von Borkenkäfern.

## Belege